# Krîvonosove, Bobrîneț
Krîvonosove (în ucraineană Кривоносове; în trecut, Cervonozorivka, în ucraineană Червонозорівка) este o comună în raionul Bobrîneț, regiunea Kirovohrad, Ucraina, formată numai din satul de reședință.

## Demografie
Componența lingvistică a comunei Krîvonosove
     Ucraineană (96,16%)
     Rusă (1,28%)
     Română (1,28%)
     Alte limbi (0,26%)
Conform recensământului din 2001, majoritatea populației comunei Krîvonosove era vorbitoare de ucraineană (96,16%), existând în minoritate și vorbitori de rusă (1,28%), română (1,28%) și găgăuză (1,02%).